# Izmir Cup 2008
L'Izmir Cup 2008 è stato un torneo di tennis facente parte della categoria ATP Challenger Series nell'ambito dell'ATP Challenger Series 2008. Il torneo si è giocato a Smirne in Turchia dal 26 maggio al 1º giugno 2008 su campi in cemento e aveva un montepremi di €64 000.

## Vincitori

### Singolare
Gilles Müller ha battuto in finale  Kristian Pless con il punteggio di 7–5 6–3

### Doppio
Jesse Levine /  Kei Nishikori hanno battuto in finale  Nathan Thompson /  Danai Udomchoke con il punteggio di 6–1 7–5